# Ігри XXXII Олімпіади (монета)
«І́гри XXXII Олімпіа́ди» — пам'ятна монета номіналом 2 гривні, випущена Національним банком України, присвячена важливій події у світовому спортивному житті — ХХХІІ літнім Олімпійським іграм, проведення яких заплановано в столиці Японії — Токіо і на яких розширюється спортивна програма новими видами спорту.
Монету введено в обіг 22 липня 2020 року. Вона належить до серії «Спорт».

## Опис монети та характеристики
| Номінал грн. | Метал      | Маса, г | Діаметр, мм | Якість виготовлення       | Гурт     | Тираж, штук |
| ------------ | ---------- | ------- | ----------- | ------------------------- | -------- | ----------- |
| 2            | нейзильбер | 12,8    | 31,0        | спеціальний анциркулейтед | рифлений | 35 000      |

### Аверс
На аверсі монети розміщено: малий Державний Герб України (ліворуч); композицію, стилізовану під мистецтво оригамі, що символізує тісний зв'язок японської національної архітектури з природнім середовищем, розділену на дві частини — стилізовані струмок з рибами, квіткою сакури (ліворуч) та токійські архітектурні спорудження (праворуч); по центру на дзеркальному тлі написи: «УКРАЇНА» (вертикально), номінал — «2 ГРИВНІ» (вертикально); рік випуску «2020» (праворуч); ліворуч на дзеркальному тлі — логотип Банкнотно-монетного двору Національного банку України.

### Реверс
На реверсі монети угорі зображено стилізований сонячний диск на тлі гори Фудзіяма; унизу — логотип Національного олімпійського комітету України; у центрі на дзеркальному тлі стилізовані під мистецтво оригамі зображення, що символізують деякі олімпійські види спорту.

## Автори
- Художник — Куц Марина.

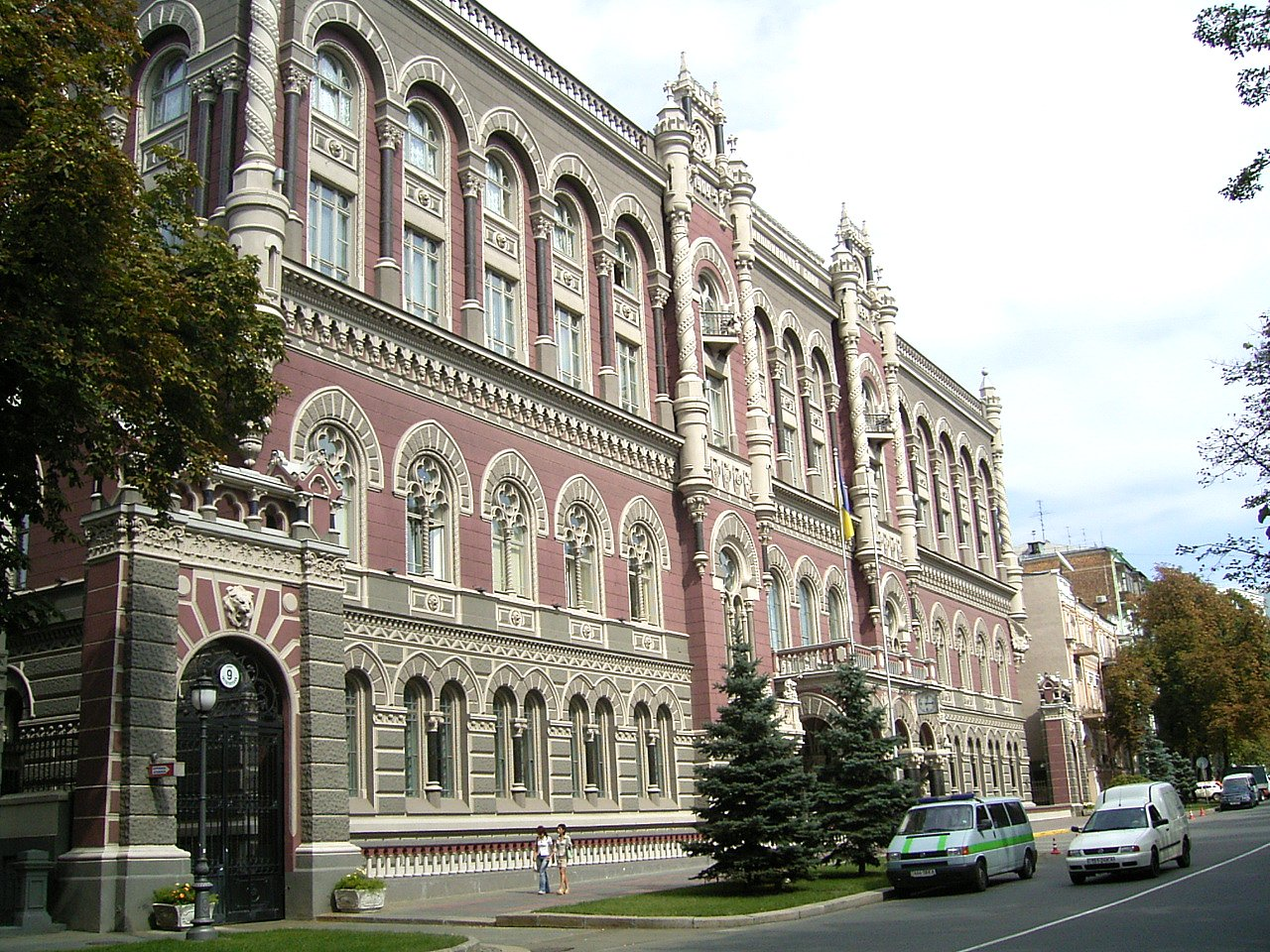
Будівля Національного банку України

- Скульптори: Атаманчук Володимир, Іваненко Святослав.

## Вартість монети
Під час введення монети в обіг 2020 року, Національний банк України реалізовував монету за ціною 35 гривень.
Фактична приблизна вартість монети з роками змінювалася так:
| Рік        | 2021 | 2022 | 2023 | 2024 | 2025 |
| ---------- | ---- | ---- | ---- | ---- | ---- |
| Ціна, грн. | 50   | 60   | 100  | 160  | 170  |